# Derek Jeter
Derek Sanderson Jeter udtales /ˈdʒiːtər/; (født 26. juni 1974 i Pequannock, New Jersey, USA) er en amerikansk professionel baseball spiller. Hans defensive position er shortstop i Major League Baseball (MLB). Den position har han spillet hele sin karriere hos New York Yankees. Han har været holdkaptajn for Yankees siden 2003.[1] Jeter's tilstedeværelse i Yankees' batterlineup, navnlig hans evne til at slå hits, spillede en uerstatelig rolle i dynastiholdets succes i sen90'erne.[2]
Jeter debuterede i Major Leagues i 1995, han vandt det efterfølgende år Rookie of the Year Award samtidig med at han og Yankees vandt World Series anno 1996. Jeter var ligeledes en del af mesterskabsholdene i 1998, 1999, 2000, and 2009. I 2000 opnåede Jeter, som den eneste spiller nogensinde, at blive kåret, som den mest værdifulde spiller (MVP) i både den årlige All-Starkamp og World Series, i det samme år. Han har været udtaget til All-Star holdet ti gange, og har vundet batting og fielding titler som, Silver Slugger og Gold Glove titler fire gange. Af både holdkammerater og modstandere anses han for at være indbegrebet af en professionel spiller[3][4] og han har ry for at være en pålidelig bidragsyder i slutspillet (postsesaon)[5]
Jeter anses for at være én af sin genereations bedste spillere[6]. Han er den short stop, som samlet har slået flest hits nogensinde og hans batter gennemsnit på .317 for karrieren frem til starten af sæson 2010, er den femte-højeste for nogen aktiv spillere. Han har været førende i antal hits og point scoret i American League (AL) de sdste ti år. I 2009 passerede han Hall of Fame-medlem Lou Gherg og blev den Yankee, der har slået flest hits nogensinde.[7]